# 云中郡 (赵国)
雲中郡，中國古代的郡。
戰國時期，屬趙國的一部份，由趙武靈王置。秦代治所在云中县（今内蒙古自治区托克托县東北）。轄境約是今内蒙古自治区土默特右旗以東，大青山以南，卓資縣以西，黃河南岸及長城以北。西漢時轄境縮小，而在東漢末期廢除。
《汉书·地理志》记载，云中郡属并州，户三万八千三百三，口十七万三千二百七十。县十一：
- 云中县
- 咸阳县
- 陶林县
- 桢陵县
- 犊和县
- 沙陵县
- 原阳县
- 沙南县
- 北舆县
- 武泉县
- 阳寿县